# Alice Tibiriçá
Alice de Toledo Ribas Tibiriçá (Ouro Preto, 9 de janeiro de 1886 - Rio de Janeiro, 8 de junho de 1950) foi uma ativista política e militante feminista brasileira.
Foi pioneira na criação de instituições para o tratamento da hanseníase em todo o Brasil. Como feminista foi autora do pedido ao Presidente Getúlio Vargas da celebração do Dia das Mães em 1933, além de ter promovido pela primeira vez no Brasil as comemorações do Dia Internacional da Mulher em 1947. Foi ainda a primeira presidenta da Federação de Mulheres do Brasil , em 1949, ano em que foi presa pelo seu engajamento em diversas manifestações políticas.

## Família
Alice de Toledo Ribas era filha do general José Florêncio de Toledo Ribas e de Maria Augusta Ribas. Depois da infância em Ouro Preto, mudou-se para o Rio de Janeiro com a família em 1898. Dois anos depois, órfã de pai e mãe, foi morar com as tias em São Paulo. Casou-se em 1912 com o engenheiro João Tibiriçá Neto, filho do senador e ex-presidente do estado de São Paulo Jorge Tibiriçá, de quem se divorciou em 1945. Foi mãe da também ativista feminista Maria Augusta Tibiriçá Miranda.

## Saúde
Acompanhando o marido durante a construção de uma estrada de ferro no Maranhão, se indignou com a situação dos doentes de hanseníase - conhecida então como lepra.
De volta ao Rio, em 1915, militou pelos direitos dos doentes, lutando pela mudança do nome da doença, denunciando os preconceitos e arrecadando fundos para ajudar suas famílias. Fundou a Sociedade de Assistência às Crianças Lázaras, mais tarde Sociedade de Assistência aos Lázaros e Defesa contra a Lepra (SALDCL), além de instituições similares em todo o país. Em 1929, as diversas instituições se reuniram na Federação das Sociedades, da qual Alice Tibiriçá foi a primeira presidenta.
Criticou as medidas adotadas na época, como o isolamento dos doentes e a separação de pais e filhos. Escreveu em 1934 o livro Como eu vejo o problema da lepra. Fundou também a Federação das Associações de Combate à Tuberculose, em 1944, militou pelos direitos dos doentes mentais e criou uma entidade de apoio aos deficientes visuais. Por seu empenho, foi chamada de "santa leiga" por Austregésilo de Ataíde e de "sacerdote do altruísmo" por Barbosa Lima Sobrinho. 

## Feminismo
Ao mesmo tempo, dedicava-se a melhorar a situação das mulheres. Fundou em 1927 o Instituto de Ciências e Artes Santa Augusta, em São Paulo, oferecendo cursos profissionalizantes e de métodos modernos de agricultura para moças do interior paulista. Representou São Paulo no II Congresso Internacional Feminista, em 1931, no Rio de Janeiro.
Uma das fundadoras da Federação Brasileira pelo Progresso Feminino em 1922, ao lado de mulheres como Bertha Lutz, Alice foi editora de Momento Feminino, revista feminina que existiu de 1947 a 1956. 
Introduziu no Brasil a comemoração do Dia Internacional da Mulher, em 1947. No mesmo ano foi a Praga para a reunião do Conselho da Federação Democrática Internacional de Mulheres. Ao lado da sua filha, Maria Augusta Tibiriçá Miranda, ajudou a fundar em 1949 a Federação de Mulheres do Brasil, que presidiu até a sua morte, em 1950.

## Dia das Mães
A comemoração do Dia das Mães no segundo domingo de maio havia surgido em 1906, nos Estados Unidos. No Brasil, a Associação Cristã de Moços de Porto Alegre começou a comemorar a data em 1918. Em 1931, depois de participar de uma celebração das mães na ACM de São Paulo, Alice se comprometeu para tornar a data oficial.
Naquele mesmo ano, escreveu uma carta ao presidente Getúlio Vargas com esse pedido. A reivindicação foi atendida em 6 de maio de 1932, por um decreto presidencial.

## Petróleo
Quando teve início a campanha "o petróleo é nosso", dona Alice foi eleita vice-presidente do Centro de Estudos e Defesa do Petróleo e da Economia Nacional, principal difusor das idéias que vieram a resultar na criação do Estatuto do Petróleo.

## Prisão e últimos anos
Em agosto de 1949, Alice é presa junto com outras militantes, numa passeata promovida pela Associação de Mulheres de São Paulo para anunciar o Congresso da Paz. Foi levada para São Roque e, enquanto esteve presa, desenvolveu-se intensa campanha “Onde está Alice?”. O último ato público de que participou foi a comemoração do Dia Internacional da Mulher, em 8 de março de 1950, aos 64 anos. Faleceu, vítima de câncer, em 8 de junho do mesmo ano.